# Ідеалізація (психологія)
У психоаналізі ідеалізація - це захисний механізм, який полягає в заміні того, що спричиняє страждання, спотвореним переконанням, яке легко контролювати.
Існує позитивна ідеалізація, яка представляє покращений погляд на реальність для себе та інших, і негативна ідеалізація, яка фокусується на недоліках, перебільшує їх або навіть вигадує.
Ідентифікація з ідеалізованим об'єктом сприяє формуванню та збагаченню ідеального "Я" та "Я-ідеального". Для кляйніанців ідеалізація пов'язана із заздрістю, якій вона протилежна, навіть протилежна.